# Irma Miranda
Irma Cristina Miranda Valenzuela (sinh ngày 15 tháng 8 năm 1996) là một người mẫu và Hoa hậu Mexico, người đã đăng quang cuộc thi Mexicana Universal 2022. Cô sẽ đại diện cho Mexico tại cuộc thi Hoa hậu Hoàn vũ 2022.

## Tiểu sử
Miranda sinh ngày 15 tháng 8 năm 1996 tại thành phố Cajeme, Sonora. Cô tốt nghiệp chuyên ngành Quản trị Kinh doanh tại Đại học Thung lũng Mexico.

## Các cuộc thi sắc đẹp

### Nuestra Belleza Mexico 2016
Vào ngày 31 tháng 1 năm 2016, Miranda thi đấu với 29 ứng viên khác và tham gia cuộc thi Nuestra Belleza Mexico 2016. Cô là Á hậu 1 và để thua người chiến thắng chung cuộc Kristal Silva và giành được giải thưởng Vẻ đẹp trong hình dáng của chúng ta.

### Mexicana Universal 2022
Vào ngày 21 tháng 5 năm 2022, Miranda tham gia cuộc thi Mexicana Universal 2022 được tổ chức tại Centro de Convenciones ở San Luis Potosí.
Trong phần câu hỏi và phần của cuộc thi, cô ấy được hỏi: "Bạn sẽ áp dụng nghề nghiệp của mình như thế nào trong việc bảo tồn môi trường?", Đó là câu hỏi mà Miranda đã được hỏi. Cô ấy đã trả lời:

Tôi tin rằng việc bảo tồn môi trường không nên được chia thành các ngành nghề, tôi, với tư cách là người dẫn chương trình truyền hình và quản trị viên, sẽ sử dụng nền tảng đó để có thể truyền cảm hứng và thúc đẩy mọi người tạo ra nhận thức, rằng chúng ta phải chăm sóc duy nhất chúng ta có nhà, và đó là đất, chúng ta hãy thúc đẩy giáo dục từ gia đình, các giá trị, sự tôn trọng, tình yêu, đoàn kết và đồng cảm, để cùng nhau chống lại vấn đề rất nghiêm trọng mà chúng ta đang gặp phải, cùng nhau, chúng ta có thể tạo ra một thế giới.

Vào cuối sự kiện, cô đã đăng quang ngôi vị Hoa hậu Hoàn vũ Mexico 2022 và kế vị là Débora Hallal.

### Hoa hậu Hoàn vũ 2022
Với tư cách là Mexicana Universal, Miranda đại diện cho Mexico tại cuộc thi Hoa hậu Hoàn vũ 2022. Cô không có mặt trong Top 16 người đẹp nhất.